# 久保京子
久保 京子（くぼ きょうこ、1955年8月 - ）は、神奈川県川崎市出身のファッションモデル。19歳でデビューし、32歳で女優に挑戦。モデルの経験を生かした商品企画開発は靴・時計・バッグなど多岐に渡り、プロダクトプランナーとしても活躍している。

## 人物
東京都立新宿高等学校卒業。19歳で「an・an」のモデルでデビューし、1980年には「ジュノン」「マダム」の表紙とファッションページを飾り、1983年から「LEE」のメインモデルを長年に渡り務める。1987年から女優としても活躍。TBS系TVドラマ「海岸物語 昔みたいに…」、映画「愛と平成の色男」など多数出演。現在、プラチナ世代として「サントリーミルコラ」「SMBC フレンド証券」などCMにも多数出演。2011年より江戸川大学の客員教授に就任。神奈川新聞「きれい通信」でコラムを掲載中。商品企画開発にも携わり、セイコーウオッチ株式会社「エクセリーヌ」やダイアナ株式会社「WELL FIT by KYOKO KUBO」などのプロデュースや企画デザインにも参画。また、自らの撮影した花の写真を、2013年より毎年東京で発表、2014年秋にはパリで展覧会を開催し好評を博す。2015年春から、自身のファッションブランド「CASA DE COCOTO」をテレビショッピングチャンネルQVCにて発売。美容やファッション・生き方の講演も多く、その活動の場は多岐に渡る。明るく前向きで何事にも一生懸命な姿勢と自然体のライフスタイルは多くの女性から共感を得ている。

## 雑誌
- MyAge
- eclat
- LEE
- Grazia
- 家庭画報
- ミセス
- 25ans
- 美しいキモノ
- 婦人画報
- クロワッサン
- きものSalon
- 和樂 他

## CF・CM
- 2014〜 SMBCフレンド証券 TV-CF
- 2010〜 サントリーミルコラ TV-CF インフォマーシャル
- 2009 新宿伊勢丹X'mas グラフィック
- 2007 集英社「エクラ」創刊号 TV-CF
- 2006-07 三菱東京UFJ銀行 TV-CF グラフィック スチールオール媒体
- 2005-08 ディシラ「イメージキャラクター」スチール
- 2001-04 野村證券「あなたの夢をサポート」TV-CF
- 2001 そごう「夏の大市」TV-CF
- 2001 そごう「新生そごう」TV-CF
- 2000 三井不動産(株)「LE PARC CIEL」
- 1999 ウエラ「トリートメントカラー」TV-CF スチール
- 1998 NTT｢テレッセ｣TV-CF スチール
- 1998 ハウス「ジャワカレー」TV-CF
- 1996 JR東日本「新潟編」TV-CF
- 1995 サントリー「マドンナ」TV-CF スチール
- 1990 ネスカフェゴールドブレンド TV-CF スチール
- 1987-88 イトーヨーカドーCM TV-CF スチール「オーガニックコットン」「エジプト綿」
- 1987 旭化成 TV-CF
- 1987 シェスタクリーム TV-CF スチール
- 1979 P&G TV-CF スチール
- 1979 HiC TV-CF スチール

## 出演作品
- 2008 ゼアリズエンタープライズ「風の外側」
- 2006 松竹映画「幸福な食卓」
- 2004 エレファントピクチャー「リバイバル ブルース」
- 2003 TBS「ポートレイト」
- 2002 TBS「真珠の小箱」
- 2001 日本ヘラルド｢ココニイルコト」
- 1990 TV朝日「花ある季節」木曜ドラマ
- 1990 フジテレビ「世にも奇妙な物語」
- 1990 松竹映画「バカヤロー4」
- 1989 TBS「アメリカ映画みたいに」
- 1989 松竹映画「愛と平成の色男」
- 1988 TBS「海岸物語 昔みたいに…」

## デザイン・企画・ディレクション・プロデュース
- 2015〜 テレビショッピングQVCにて自身の女性服ブランド「CASA DE COCOTO」プロデュース
- 2008-2011 セイコーウオッチ(株) エクセリーヌプロデュース「東京アーバンスタイル」「京都モダンスタイル」「上海ムーブ」
- 2010.03〜 ショップチャンネルNET ONLY「久保京子×ADMJ」プロデュース
- 2005.07 (株)キタムラ バッグ・靴 企画・デザイン
- 2004.05 新生JAEGER　コラボレーター 総合プロデュースとして参加
- 2003.08 セイコーウオッチ(株)アクア・ノベルティプロデュース
- 2001.10 ウォーキングユニット「B・WALK」設立
- 2001.09-2006 ダイアナ(株)「WELL FIT BY KYOKO KUBO」靴企画・デザイン
- 1999.03-2002 カイタック パジャマ開発 室内着の企画・デザイン
- 1998.02-2003 フジテレビ「いいものセレクション」商品企画・デザイン
- 1997.秋 通販生活 秋冬号 旅行用バッグデザイン
- 1995-1996 ADIRON(株)アドバイザー「トゥ・ザ・ハーブス」SHOPディレクション
- 1995 ベルメゾン表紙・巻頭ページ 久保京子スタイル企画

## 出版・コラム
- 『ディスカヴァー・トゥエンティワン』「わたしたちはこんな服を着てきた』（2015.5）
- 『神奈川新聞』「きれい通信」(2011.4～）
- 『メイプル』[集英社]「才色兼備なクルマに会いたい」（2006.7～12)
- 『メイプル』[集英社]「本日は美術館めぐり」(2004.5～2006.4)
- 『私スタイルで素敵に暮らす』[大和書房] (2000.11)
- 『Tea Time Book』(エッセイ集)[光淋社] (1999.1)
- 『Complicite』(写真集)[イーハトーブ出版] (1998.10) *個展同時開催
- 『久保京子 スタイリングニット』[雄鶏社](1997.8)
- 『久保京子 今年の手編みニットセーターブック』[雄鶏社] (1996.8)
- 『久保京子 ツイードセーター大好き』[日本ヴォーグ社] (1995.10)
- 『久保京子 ちょっと おしゃれ服』[鎌倉書房] (1994.4)

## 受賞
- 2008 着こなし上手賞 （金沢ファッションウィーク実行委員会）
- 2007 ベストジーニスト （日本ジーンズ協会）
- 2004 キャスター・オブ・ザ・イヤー （イー・ウーマン・オブ・ザ・イヤー）

## 教鞭
- 江戸川大学社会学部 客員教授として「キレイスタイル論」を講義
- 早稲田美容専門学校 特別講師

## NPO活動応援
- アースリボン～地球の「環境」と「子供」のために
- ピンクリボン～乳がん早期発見啓発活動促進
- 熱帯森林保護団体 (RFJ：Rainforest Foundation Japan)

## 写真展
- 2014.10 パリ「ドミニクブシェ パリ ワビサロン」にて「日本のいろ色」
- 2014.5 原宿「ダイアナ」にて「○生○活○」
- 2013.8 田園調布「秀や」にて着物とコラボレート